# 1998 XO79
1998 XO79  är en trojansk asteroid i Jupiters lagrangepunkt L4. Den upptäcktes 15 december 1998 av LINEAR i Socorro County, New Mexico.
Asteroiden har en diameter på ungefär 36 kilometer.